# 2008年のサッカー
2008年のサッカー（2008ねんのサッカー）では、2008年（平成20年）における、日本および世界のサッカー界の動向をまとめる。

## できごと

### 1月
- 1月1日 - 第87回天皇杯全日本サッカー選手権大会決勝が国立霞ヶ丘競技場陸上競技場で開催され、鹿島アントラーズがサンフレッチェ広島を2-0で下し、3度目の優勝を成し遂げた。また、2006年度の浦和レッドダイヤモンズに続き2年連続で同一シーズンのJリーグと天皇杯の2冠達成。
- 1月26日 - 日本代表、岡田武史監督再任後初の試合となるキリンチャレンジカップ（対チリ戦）が国立競技場で開催され、0-0の引分。
- 1月30日 - 日本代表、キリンチャレンジカップでボスニア・ヘルツェゴビナを3-0で下し、岡田武史監督復帰後初勝利。

### 2月
- 2月3日 - 名古屋オーシャンズ、日本フットサルリーグ（Fリーグ）の初代王者に。
- 2月6日 - 2010 FIFAワールドカップ・アジア3次予選が開幕。日本は埼玉スタジアム2002でタイを4-1で下す。また、韓国、オーストラリアなど有力国も初戦を勝利。
- 2月19日 - Jリーグ理事会で、先月までに準加盟申請を提出していた3チームのうち、カターレ富山とニューウェーブ北九州の申請が受理され、準加盟が認められる。FC琉球については、条件を満たしていないとして申請を認めず。
- 2月23日 - 2月17日から中国・重慶で開催された東アジアサッカー選手権2008で、韓国が日本と1-1で引き分け、1勝2分の成績で優勝。日本は同じ1勝2分でありながら得失点差で3大会連続となる2位。
- 2月23日 - アメリカ・ハワイ州オアフ島のアロハ・スタジアムで2月20日から開かれたサッカー・パンパシフィック選手権2008決勝で、Jリーグ代表のガンバ大阪が、MLSチャンピオンのヒューストン・ダイナモを6-1で破り、初代チャンピオンとなる。
- 2月24日 - 2月18日から中国・重慶で東アジアサッカー選手権2008と並行して開催された東アジア女子サッカー選手権2008で、日本女子代表（なでしこジャパン）が3戦全勝で優勝し、主要大会では史上初のタイトル獲得。また、男子の東アジア選手権との男女総合成績でも日本が優勝。

### 3月
- 3月1日 - サッカー・XEROX SUPER CUPで、サンフレッチェ広島が初優勝。Jリーグが2部制となって以降、J2所属クラブが同タイトルを獲得するのは初。
- 3月6日 - 3月1日に開催されたXEROX SUPER CUPで主審を務めた家本政明の一連の判定に対し、Jリーグの審判委員会は同氏をJリーグ主催試合から無期限に外す処分を発表。
- 3月16日 - 浦和レッドダイヤモンズはホルガー・オジェック監督を成績不振を理由に解任し、ゲルト・エンゲルスコーチが監督に昇格した。

### 4月
- 4月8日 - プレナスが、なでしこリーグのトップパートナーとなり、2008年から2010年まで「プレナスなでしこリーグ」となることが決定。同社は同時にJリーグのオフィシャルスポンサーともなる。

### 6月
- 6月14日 - 2010 FIFAワールドカップ・アジア3次予選で日本はタイを下す。その後行われた試合で日本と2位争いをしたオマーンがバーレーンに引き分けたため日本の2位以内が確定し、最終予選進出が決定。日本は6月22日の試合に勝利し、グループ1位で最終予選に進出。
- 6月27日 - 2010 FIFAワールドカップ・アジア最終予選の組み合わせ抽選が行われ、日本はオーストラリア、バーレーン、ウズベキスタン、カタールと同じA組に入った。
- 6月29日 - UEFA EURO 2008決勝がオーストリア・ウィーンのエルンスト・ハッペル・シュターディオンで開催され、スペインが1-0でドイツを下し、44年ぶり2度目の欧州制覇を果たす。

### 7月
- 7月12日 - 日本サッカー協会の第11代会長に犬飼基昭が就任。これにより前会長の川淵三郎は名誉会長に就任した。
- 7月26日 - Jリーグディビジョン-1の川崎フロンターレvs名古屋グランパス（等々力陸上競技場）戦で、レフェリーを務めた柏原丈二が後半の試合中に体調不良を訴え、ラインズマンを勤めていた廣嶋禎数が急遽、レフェリーとして試合の残り時間を裁いた。
- 7月27日 - この日のJリーグディビジョン-1は雷雨による影響が相次いだ。大宮アルディージャvs清水エスパルス（NACK5スタジアム）戦のキックオフが1時間30分遅れの19時30分となった。また、鹿島アントラーズvs浦和レッドダイヤモンズ（カシマサッカースタジアム）でも前半39分から66分間にわたり中断した。

### 8月
- 8月15日 - 北京オリンピック女子サッカー準々決勝で、日本女子代表（なでしこジャパン）が中国を2-0で下し初の準決勝進出。続く準決勝・3位決定戦では敗れたものの、オリンピックで日本女子としては史上最高の4位の成績を果たす。

### 9月
- 9月14日 - 国際サッカー連盟は、エチオピアサッカー協会の内紛による不正常な運営状況を理由として、2010 FIFAワールドカップ・アフリカ予選からエチオピアを追放する決定を下したことを発表した。アフリカ2次予選第8組のエチオピアの成績を全て剥奪すると共に、同組をルワンダ、モロッコ、モーリタニアの三国によるリーグ戦として予選を再開する。

### 10月
- 10月12日 - ウズベキスタンで開催されたAFC U-16選手権2008で、U-16日本代表は準々決勝でサウジアラビアを2-0で下し、2009年にナイジェリアで開催される2009 FIFA U-17ワールドカップの出場権を獲得した。

### 11月
- 11月1日 - Jリーグヤマザキナビスコカップ決勝（国立競技場）で、大分トリニータが清水エスパルスを2-0で破り、Jリーグ発足後に都道府県リーグ在籍経験のあるチームとしては初めて優勝。
- 11月8日 - AFC U-19選手権2008（サウジアラビア）で、U-19日本代表は準々決勝でU-19大韓民国代表と対戦、0-3で敗れて敗退すると共に、2009年9月にエジプトで開催される2009 FIFA U-20ワールドカップの出場権を得ることが出来なかった。
- 11月12日 - AFCチャンピオンズリーグ2008決勝第2戦が行われ、ガンバ大阪（日本）がアデレード・ユナイテッドFC（オーストラリア）を2戦合計5-0で下し初優勝。日本勢としても昨年の浦和レッドダイヤモンズに続き2年連続で優勝。

### 12月
- 12月1日 - Jリーグは理事会を開きJ2で優勝が決定したサンフレッチェ広島と2位が決定したモンテディオ山形の来シーズンのJ1昇格、JFL2位の栃木SC、同3位のカターレ富山、4位のファジアーノ岡山の来シーズンからのJリーグ加入を決定。
- 12月6日 - Jリーグ最終節が行われ、J1では鹿島アントラーズが1シーズン制導入後初めてとなるJリーグ2連覇を達成、6度目の年間王者に輝く。J2降格は東京ヴェルディとコンサドーレ札幌。
- 12月13日 - J1・J2入替戦第2戦、ジュビロ磐田対ベガルタ仙台が行われ、2試合合計3-2で磐田が勝利し、それぞれの残留が決定した。
- 12月21日 - FIFAクラブワールドカップ2008の決勝戦が横浜国際総合競技場で開催され、マンチェスター・ユナイテッドが優勝。ヨーロッパ代表の連覇となった。また、同日行われた3位決定戦でガンバ大阪が勝利し、昨年に続きJリーグチームが3位に入った。

## 国内リーグ・カップ戦優勝クラブ

### ヨーロッパ
- アイスランド
  - 〈リーグ〉ウルヴァルステイルト2008 - FHハフナルフィヨルズゥル
- アイルランド
  - 〈リーグ〉リーグ・オブ・アイルランド2008 - ボヘミアンFC
- イスラエル
  - 〈リーグ〉イスラエル・プレミアリーグ2007-08 - ベイタル・エルサレムFC
- イタリア
  - 〈リーグ〉セリエA 2007-08 - インテルナツィオナーレ・ミラノ
  - 〈リーグカップ〉コッパ・イタリア2007-08 - ASローマ
- イングランド
  - 〈リーグ〉プレミアリーグ2007-2008 - マンチェスター・ユナイテッドFC
  - 〈オープンカップ〉FAカップ2007-08 - ポーツマスFC
  - 〈リーグカップ〉カーリング・カップ2008 - トッテナム・ホットスパーFC
- ウェールズ
  - 〈リーグ〉ウェルシュ・プレミアリーグ2007-08 ラネリーAFC
- ウクライナ
  - 〈リーグ〉ウクライナ・プレミアリーグ2007-08 - FCシャフタール・ドネツク
- エストニア
  - 〈リーグ〉メスタリリーガ2008 - FCレバディア・タリン
- オーストリア
  - 〈リーグ〉ブンデスリーガ2007-08 - SKラピード・ウィーン
- オランダ
  - 〈リーグ〉エールディヴィジ2007–08 - PSVアイントホーフェン
  - 〈リーグカップ〉KNVBカップ2008 - フェイエノールト
- 北アイルランド
  - 〈リーグ〉アイリッシュ・プレミアリーグ2007-08 - リンフィールドFC
- ギリシャ
  - 〈リーグ〉ギリシャ・スーパーリーグ2007-08 - オリンピアコスFC
  - 〈リーグカップ〉キペロ・エラーダス2008 - オリンピアコスFC
- クロアチア
  - 〈リーグ〉プルヴァHNL2007-08 - NKディナモ・ザグレブ
- スイス
  - 〈リーグ〉スーパーリーグ2007-08 - FCバーゼル
- スウェーデン
  - 〈リーグ〉アルスヴェンスカン2008 - カルマルFF
- スコットランド
  - 〈リーグ〉スコティッシュ・プレミアリーグ2007-08 - セルティックFC
  - 〈リーグカップ〉スコティッシュリーグカップ2007–08 - レンジャーズFC
- スペイン
  - 〈リーグ〉リーガ・エスパニョーラ2007-2008 - レアル・マドリード
  - 〈リーグカップ〉コパ・デル・レイ2007-08 - バレンシアCF
- スロバキア
  - 〈リーグ〉ツォルゴン・リーガ2007-08 - FCアルトメディア・ペトルジャルカ
- セルビア
  - 〈リーグ〉セルビア・スーペルリーガ2007-08 - パルチザン・ベオグラード
- チェコ
  - 〈リーグ〉ガンブリヌス・リーガ2007-08 - SKスラヴィア・プラハ
- デンマーク
  - 〈リーグ〉デンマーク・スーペルリーガ2007-08 - オールボーBK
- ドイツ
  - 〈リーグ〉ドイツ・ブンデスリーガ2007-2008 - バイエルン・ミュンヘン
  - 〈リーグカップ〉DFBポカール2008 - バイエルン・ミュンヘン
- トルコ
  - 〈リーグ〉スュペル・リグ2007–08 - ガラタサライSK
- ノルウェー
  - 〈リーグ〉ティッペリーガエン2008 - スターベクIF
- ハンガリー
  - 〈リーグ〉ネムゼティ・バイノクシャーグI2007-08 - MTKブダペストFC
- フランス
  - 〈リーグ〉リーグ・アン2007-2008 - オリンピック・リヨン
  - 〈オープンカップ〉クープ・ドゥ・フランス2008 - オリンピック・リヨン
  - 〈リーグカップ〉クープ・ドゥ・ラ・リーグ2008 - パリ・サンジェルマンFC
- ブルガリア
  - 〈リーグ〉ブルガリアプロサッカーリーグ2007-08 - PFC CSKAソフィア
- ベルギー
  - 〈リーグ〉ジュピラー・プロ・リーグ2007-08 - スタンダール・リエージュ
- ボスニア・ヘルツェゴビナ
  - 〈リーグ〉プレミイェル・リーガ2007-08 - FKモドリチャ
- ポーランド
  - 〈リーグ〉エクストラクラサ2007-08 - ヴィスワ・クラクフ
- ポルトガル
  - 〈リーグ〉リーガ・サグレス2007-08 - FCポルト
- モルドバ
  - 〈リーグ〉ディヴィジア・ナツィオナラ2007-08 - FCシェリフ・ティラスポリ
- ルーマニア
  - 〈リーグ〉リーガ1 2007-08 - CFRクルジュ
- ロシア
  - 〈リーグ〉ロシア・プレミアリーグ2008 - FCルビン・カザン

### 南米
- アルゼンチン
  - 〈リーグ〉プリメーラ・ディビシオン 2008クラウスーラ - CAリーベル・プレート、2008アペルトゥーラ ‐ ボカ・ジュニアーズ
- ウルグアイ
  - 〈リーグ〉プリメーラ・ディビシオン2007-08 - デフェンソール・スポルティング
- エクアドル
  - 〈リーグ〉セリエA2008 - デポルティーボ・キト
- コロンビア
  - 〈リーグ〉カテゴリア・プリメーラA2008 - 前期：ボヤカ・チコFC、後期：アメリカ・デ・カリ
- チリ
  - 〈リーグ〉プリメーラ・ディビシオン - 2008前期：エベルトン・デ・ビニャ・デル・マール、2008後期：CSDコロコロ
- パラグアイ
  - 〈リーグ〉リーガ・パラグアージャ2008 - 前期：リベルタ、後期：リベルタ
- ブラジル
  - 〈リーグ〉カンピオナート・ブラジレイロ・セリエA 2008 - サンパウロFC
- ペルー
  - 〈リーグ〉プリメーラ・ディビシオン2008 - ウニベルシダ・サン・マルティン

### 北中米カリブ海
- アメリカ、カナダ
  - 〈リーグ〉メジャーリーグサッカー2008 - コロンバス・クルー
  - 〈オープンカップ〉USオープンカップ2008 - D.C. ユナイテッド
- コスタリカ
  - 〈リーグ〉プリメーラ・ディビシオン - 2007-08後期：デポルティーボ・サプリサ、2008-09前期：デポルティーボ・サプリサ
- メキシコ
  - 〈リーグ〉プリメーラ・ディビシオン - (C)：サントス・ラグナ、(A)：デポルティーボ・トルーカFC

### アフリカ
- アルジェリア
  - 〈リーグ〉アルジェリア・シャンピオナ・ナシオナル2007-08 - JSカビリー
- エジプト
  - 〈リーグ〉エジプト・プレミアリーグ2007-08 - アル・アハリ
- コートジボワール
  - 〈リーグ〉コートジボワール・プレミア・ディビジョン2008 - アフリカ・スポール
- コンゴ民主共和国
  - 〈リーグ〉リナフット2008 - DCモテマ・ペンベ
- チュニジア
  - 〈リーグ〉チュニジア・リーグ2007-08 - クラブ・アフリカーン
- ナイジェリア
  - 〈リーグ〉ナイジェリア・プレミアリーグ2008 - カノ・ピラーズ

### アジア
- イラン
  - 〈リーグ〉イラン・プロ・リーグ2007-08 - ペルセポリスFC
- オーストラリア
  - 〈リーグ〉Aリーグ2007-08 - ニューカッスル・ユナイテッド・ジェッツFC
- 韓国
  - 〈リーグ〉Kリーグ2008 - 水原三星ブルーウィングス
  - 〈オープンカップ〉韓国FAカップ2008 - 浦項スティーラース
  - 〈リーグカップ〉三星ハウゼンカップ2008 - 水原三星ブルーウィングス
- サウジアラビア
  - 〈リーグ〉サウジ・プロフェッショナルリーグ2007-08 - アル・ヒラル
- タイ
  - 〈リーグ〉タイ・プレミアリーグ2008 - プロヴィンシャル・エレクトリシティ・オーソリティFC
- 中国
  - 〈リーグ〉中国スーパーリーグ2008 - 山東魯能泰山足球倶楽部
- 日本
  - 〈リーグ〉J1リーグ 2008 - 鹿島アントラーズ
  - 〈オープンカップ〉第87回天皇杯 - 鹿島アントラーズ
  - 〈リーグカップ〉2008Jリーグヤマザキナビスコカップ - 大分トリニータ
- ベトナム
  - 〈リーグ〉ベトナムサッカーリーグ2008 - ベカメックス・ビンズオン

## クラブチームによる国際大会
- パンパシフィックチャンピオンシップ2008
  -  ガンバ大阪 （初優勝）

決勝：2月23日、アメリカ合衆国ハワイ州・アロハ・スタジアム
 ガンバ大阪 6 - 1  ヒューストン・ダイナモ
ガンバ大阪が初代王者に。
- CONCACAFチャンピオンズカップ2008

  -  CFパチューカ（2年連続3回目）
- OFCチャンピオンズリーグ2007-08

  -  ワイタケレ・ユナイテッド（2年連続2回目）
- UEFAカップ 2007-08
  -  FCゼニト・サンクトペテルブルク （初優勝）

決勝：5月14日、イングランド・マンチェスター、シティ・オブ・マンチェスター・スタジアム
 FCゼニト・サンクトペテルブルク 2 - 0  レンジャーズFC
- UEFAチャンピオンズリーグ 2007-08
  -  マンチェスター・ユナイテッドFC（9年ぶり3回目）

決勝：5月21日、ロシア・モスクワ、ルジニキ・スタジアム
 マンチェスター・ユナイテッドFC 1 (PK6-5) 1  チェルシーFC
- コパ・リベルタドーレス2008
  -  LDUキト（初優勝）

| 決勝・第1戦：6月25日 |  | LDUキト 4 - 2 フルミネンセFC       |
| 決勝・第2戦：7月2日  |  | フルミネンセFC 3 (PK1-3) 1 LDUキト |
- CAFチャンピオンズリーグ2008

  -  アル・アハリ（2年ぶり6回目）
- AFCチャンピオンズリーグ2008
  -  ガンバ大阪（初優勝）

| 決勝・第1戦：11月5日  |  | ガンバ大阪 3 - 0 アデレード・ユナイテッドFC |
| 決勝・第2戦：11月12日 |  | アデレード・ユナイテッドFC 0 - 2 ガンバ大阪 |
- FIFAクラブワールドカップ2008
  -  マンチェスター・ユナイテッドFC（初優勝）

| 決勝：12月21日 |  | マンチェスター・ユナイテッドFC 1 - 0 LDUキト |

## ナショナルチームによる国際大会
- アフリカネイションズカップ2008
  - 1月20日 - 2月10日（開催国：ガーナ）

| 決勝：2月10日 |  | エジプト | 1 | - | 0 | カメルーン |  |
- UEFA EURO 2008
  - 6月7日 - 6月29日（開催国：オーストリア、スイス）

| 決勝 : 6月29日 |  | スペイン | 1 | - | 0 | ドイツ |  |
- 東アジアサッカー選手権2008
  - 2月17日 - 2月24日（開催国：中国）
    - 総合優勝 -  日本（男子1勝2分、女子3勝、総勝ち点14）
    - 男子優勝 -  韓国（1勝2分、勝ち点5）
    - 女子優勝 -  日本（3勝、勝ち点9）

### 年代別代表
- 北京オリンピック（男子、U-23代表）
  - 8月7日 - 8月23日（開催国：中国）

| 決勝：8月23日 |  | アルゼンチン | 1 | - | 0 | ナイジェリア |  |

### 女子
- 北京オリンピック
  - 8月6日 - 8月21日（開催国：中国）

| 決勝：8月21日 |  | アメリカ合衆国 | 1 | - | 0 | ブラジル |  |

## 日本

### クラブチームによる国内大会
- 第87回天皇杯全日本サッカー選手権大会
  - 決勝 : 1月1日・国立霞ヶ丘競技場陸上競技場
  - サンフレッチェ広島 0 - 2 鹿島アントラーズ
    - 鹿島は7年ぶり3回目の優勝
- Fリーグ 2007-08
  - 2007年9月23日 - 2008年2月17日
    - 優勝：名古屋オーシャンズ
      - 名古屋はFリーグ初代王者。
- XEROX SUPER CUP2008
  - 3月1日・国立霞ヶ丘競技場陸上競技場
  - サンフレッチェ広島 2-2 (PK4-3) 鹿島アントラーズ
    - J2チームの同大会優勝は初。
- Jリーグヤマザキナビスコカップ2008
  - 決勝　11月1日・国立霞ヶ丘陸上競技場
  - 大分トリニータ 2 - 0 清水エスパルス
    - Jリーグ発足後に都道府県リーグ在籍経験のあるクラブの同大会優勝は初。
- Jリーグ 2008
  - 3月8日 - 12月6日
    - ディビジョン1優勝：鹿島アントラーズ（2年連続6回目）

    - ディビジョン2優勝：サンフレッチェ広島

#### 女子
- 第29回全日本女子サッカー選手権大会
  - 決勝 : 1月1日・国立霞ヶ丘陸上競技場
  - TASAKIペルーレFC 0 - 2 日テレ・ベレーザ
    - 日テレは2年ぶり8度目の優勝
- plenusなでしこリーグ2008
  - 1部：日テレ・ベレーザ（4年連続11回目）
  - 2部：ジェフユナイテッド市原・千葉レディース

#### 学生・ユースクラブ
- 第56回全日本大学サッカー選手権大会決勝（1月13日・国立霞ヶ丘競技場陸上競技場）
  - 早稲田大学 2 - 0 法政大学
    - 早稲田大学は13年ぶり11回目の優勝
- 第86回全国高等学校サッカー選手権大会決勝（1月14日・国立霞ヶ丘陸上競技場）
  - 流通経済大学付属柏（千葉）4 - 0 藤枝東（静岡）
    - 流通経済大学付属柏は初優勝、全日本ユースサッカー選手権との年度2冠達成。
    - 千葉県勢の優勝は1999年度第78回の市立船橋以来、8年ぶり。
- 高円宮杯第19回全日本ユースサッカー選手権 (U-18)大会決勝（10月13日・埼玉スタジアム2002）
  - 浦和レッズユース 9 - 1 名古屋グランパスU-18
    - 浦和ユースは初優勝
- 第16回Jリーグユース選手権大会決勝（12月27日・長居スタジアム）
  - ガンバ大阪ユース 2 - 1 セレッソ大阪U-18

### 日本代表
- 2010 FIFAワールドカップ・アジア予選
  - 3次予選
    - 2月6日 -  日本 4 - 1  タイ
      - 会場：埼玉スタジアム2002

    - 3月26日 -  日本 0 - 1  バーレーン
      - 会場：バーレーン・マナーマ・ナショナル・スタジアム

    - 6月2日 -  日本 3 - 0  オマーン
      - 会場：日産スタジアム

    - 6月2日 -  日本 1 - 1  オマーン
      - 会場：オマーン・ロイヤル・オマーン・ポリススタジアム

    - 6月14日 -  日本 3 - 0  タイ
      - 会場：タイ・ラジャマンガラスタジアム

    - 6月22日 -  日本 1 - 0  バーレーン
      - 会場：埼玉スタジアム2002

  - 最終予選
    - 9月6日 -  日本 3 - 2  バーレーン
      - 会場：バーレーン・マナーマ・ナショナル・スタジアム

    - 10月15日 -  日本 1 - 1  ウズベキスタン
      - 会場：埼玉スタジアム2002

    - 11月19日 -  日本 3 - 0  カタール
      - 会場：カタール・アル・サッド・スタジアム
- 東アジアサッカー選手権2008
  - 2月17日 -  日本 1 - 1  朝鮮民主主義人民共和国
    - 会場：中華人民共和国・重慶オリンピックセンタースタジアム

  - 2月20日 -  日本 1 - 0  中国
    - 会場：中華人民共和国・重慶オリンピックセンタースタジアム

  - 2月23日 -  日本 1 - 1  韓国
    - 会場：中華人民共和国・重慶オリンピックセンタースタジアム
- キリンカップサッカー2008
  - 5月24日 -  日本 1 - 0  コートジボワール
    - 会場：豊田スタジアム

  - 5月27日 -  日本 0 - 0  パラグアイ
    - 会場：埼玉スタジアム2002
- キリンチャレンジカップ
  - 1月26日 -  日本 0 - 0  チリ
    - 会場：国立霞ヶ丘競技場陸上競技場

  - 1月30日 -  日本 3 - 0  ボスニア・ヘルツェゴビナ
    - 会場：国立霞ヶ丘陸上競技場

  - 8月20日 -  日本 1 - 3  ウルグアイ
    - 会場：札幌ドーム

  - 10月9日 -  日本 1 - 1  アラブ首長国連邦
    - 会場：東北電力ビッグスワンスタジアム

  - 11月13日 -  日本 3 - 1  シリア
    - 会場：ホームズスタジアム神戸

#### U-23日本代表
- 北京オリンピック
  - 1次リーグ（グループB）　
    - 8月7日 -  日本 0 - 1  アメリカ合衆国
      - 会場：中華人民共和国・天津五輪センター体育場

    - 8月10日 -  日本 1 - 2  ナイジェリア
      - 会場：中華人民共和国・天津五輪センター体育場

    - 8月13日 -  日本 0 - 1  オランダ
      - 会場：中華人民共和国・瀋陽瀋陽五輪センター体育場
- 国際親善試合
  - 3月27日 -  日本 1 - 1  アンゴラ（A代表）
    - 会場：国立霞ヶ丘競技場陸上競技場

### 日本女子代表
- 東アジアサッカー選手権2008
  - 2月18日 -  日本 3 - 2  北朝鮮
    - 会場：中華人民共和国・重慶・氷川スタジアム

  - 2月21日 -  日本 2 - 0   韓国
    - 会場：中華人民共和国・重慶・氷川スタジアム

  - 2月24日 -  日本 3 - 0  中華人民共和国
    - 会場：中華人民共和国・重慶・氷川スタジアム
- 北京オリンピック
- 1次リーグ（グループG）
  - 8月6日 -  日本 2 - 2  ニュージーランド
    - 会場：中華人民共和国・秦皇島・秦皇島五輪センター体育場

  - 8月9日 -  日本 0 - 1  アメリカ合衆国
    - 会場：中華人民共和国・秦皇島・秦皇島五輪センター体育場

  - 8月12日 -  日本 5 - 1  ノルウェー
    - 会場：中華人民共和国・上海・上海体育場
- 準々決勝
  - 8月15日 -  日本 2 - 0  中華人民共和国
    - 会場：中華人民共和国・秦皇島・秦皇島五輪センター体育場
- 準決勝
  - 8月18日 -  日本 2 - 4  アメリカ合衆国
    - 会場：中華人民共和国・北京・北京工人体育場
- 3位決定戦
  - 8月21日 -  日本 0 - 2  ドイツ
    - 会場：中華人民共和国・北京・北京工人体育場

## 死去
カッコ内は生年
- 2月21日 -  エマヌエル・サノン（1951年）
- 4月3日 -  フルヴォイェ・チュスティッチ（1983年）
- 5月8日 -  フランソワ・ステルシェル（1982年）
- 5月15日 -  トミー・バーンズ（1956年）
- 6月2日 -  長沼健（1930年）
- 12月9日 -  ドラジャン・イェルコヴィッチ（1936年）
- 12月18日 -  ロベール・ジョンケ（1925年）